# خوزه دبلیو والی
خوزه دبلیو والی (زاده ۲ ژوئن ۱۹۵۳) فیزیکدان اسپانیایی و برزیلی است. او در برزیل متولد شد و دکترای فیزیک نظری را از دانشگاه سیراکوز (نیویورک، ۱۹۸۲) به دست آورد. در ژانویه سال ۱۹۸۳ او به عنوان همکار تحقیقاتی به آزمایشگاه رادرفورد اپتون، آکسفوردشایر، انگلیس، پیوست. در سال ۱۹۸۶ به اسپانیا نقل مکان کرد، به عنوان استاد مهمان در دانشگاه خودمختار بارسلونا حضور یافت
واله در تئوری مدرن جرم نوترینو نقش بسزایی داشته‌است. وی در یک کار مقدماتی با جوزف شچتر اولین بحث جامع دربارهٔ سازوکارهای مختلف تولید انبوه نوترینو (از جمله انواع مکانیسم اره) را ارائه داده‌است.